# Packard Hawk
El Packard Hawk es un modelo de automóvil. Fue el más deportivo de los cuatro Packard con insignia Studebaker producidos en 1958, el último año de producción de Packard.

## Historia y descripción
La Planta de Packard en Detroit (Míchigan) había sido arrendada a la compañía Curtiss-Wright (y pronto le sería vendida), de modo que los modelos de Packard de aquel año bajo mínimos fueron todos productos Studebaker rebautizados y ligeramente rediseñados. El Packard Hawk de 1958 era esencialmente un Studebaker Golden Hawk 400 con una parte delantera de fibra de vidrio y una parte trasera retocada. Se comercializó como una alternativa al Ford Thunderbird, el líder del mercado que también ofrecía una versión completamente nueva en 1958.
En lugar de la parrilla vertical estilo Mercedes del Studebaker Hawk, el Packard Hawk tenía una abertura amplia y baja justo encima del parachoques delantero que abarcaba todo el ancho del automóvil. Por encima se situaba un morro suavemente inclinado y un capó que recordaba a los Studebaker de 1953, pero con una protuberancia como en el Golden Hawk para acomodar el sobrealimentador McCulloch, con el que el motor V8 Studebaker de 289 pulgadas³ (4.7 L) rendía un total de 275 CV (205  kilovatios). En la parte trasera, los lados de las aletas estaban revestidos con una película de plástico PET metalizado, dándoles un aspecto dorado metálico brillante. Un abultamiento del neumático de repuesto simulado adornaba la tapa del maletero del Studebaker de 1953. El rótulo "PACKARD" figuraba en el morro con letras doradas, junto con una insignia de Hawk tanto en la tapa del maletero como en las aletas.
El interior era totalmente de cuero, con instrumentación completa sobre un tablero de aluminio martillado. Al igual que en los primeros aviones y barcos personalizados, se montaron reposabrazos acolchados por fuera de las ventanas, un toque poco común.
El estilo fue definitivamente controvertido, a menudo descrito como 'aspiradora' o 'pez gato' por sus detractores. Su estilo ha llegado a ser más apreciado posteriormente que cuando se lanzó. Solo se vendieron 588 unidades, y la inminente desaparición de Packard probablemente fuese un factor contribuyera a que las ventas fueran tan reducidas. La mayoría estaban equipados con la transmisión automática de tres velocidades BorgWarner. Se produjeron aproximadamente 28 ejemplares con la transmisión manual B-W T85 de 3 velocidades con sobremarcha. Studebaker-Packard fue el primer fabricante en popularizar el diferencial autoblocante, al que denominaron Twin-Traction. La mayoría de los Packard Hawk venían con este sistema. Sin duda, fue el Packard más rápido jamás vendido, ya que compartió la mayoría de sus componentes con el Golden Hawk de Studebaker. El precio era de 3.995 dólares, unos 700 más que el modelo de Studebaker, pero con un interior más lujoso. Los elevalunas eléctricos y los asientos eléctricos eran extras opcionales.
Su rareza y estatus como el mejor considerado de los coches del último año de los modelos 'Packardbaker' han hecho que el Packard Hawk se haya convertido en un vehículo de colección. Los valores son aproximadamente el doble de los del Studebaker equivalente, aunque siguen siendo bajos en comparación con los Corvette y Thunderbird. Debido a que se usó un tren motriz Studebaker, las piezas mecánicas están más fácilmente disponibles, aunque las piezas de la carrocería y las molduras son más difíciles de encontrar. Si bien es un automóvil único, los costos actuales de restauración casi siempre superan el precio de venta.

## Especificaciones
Motor

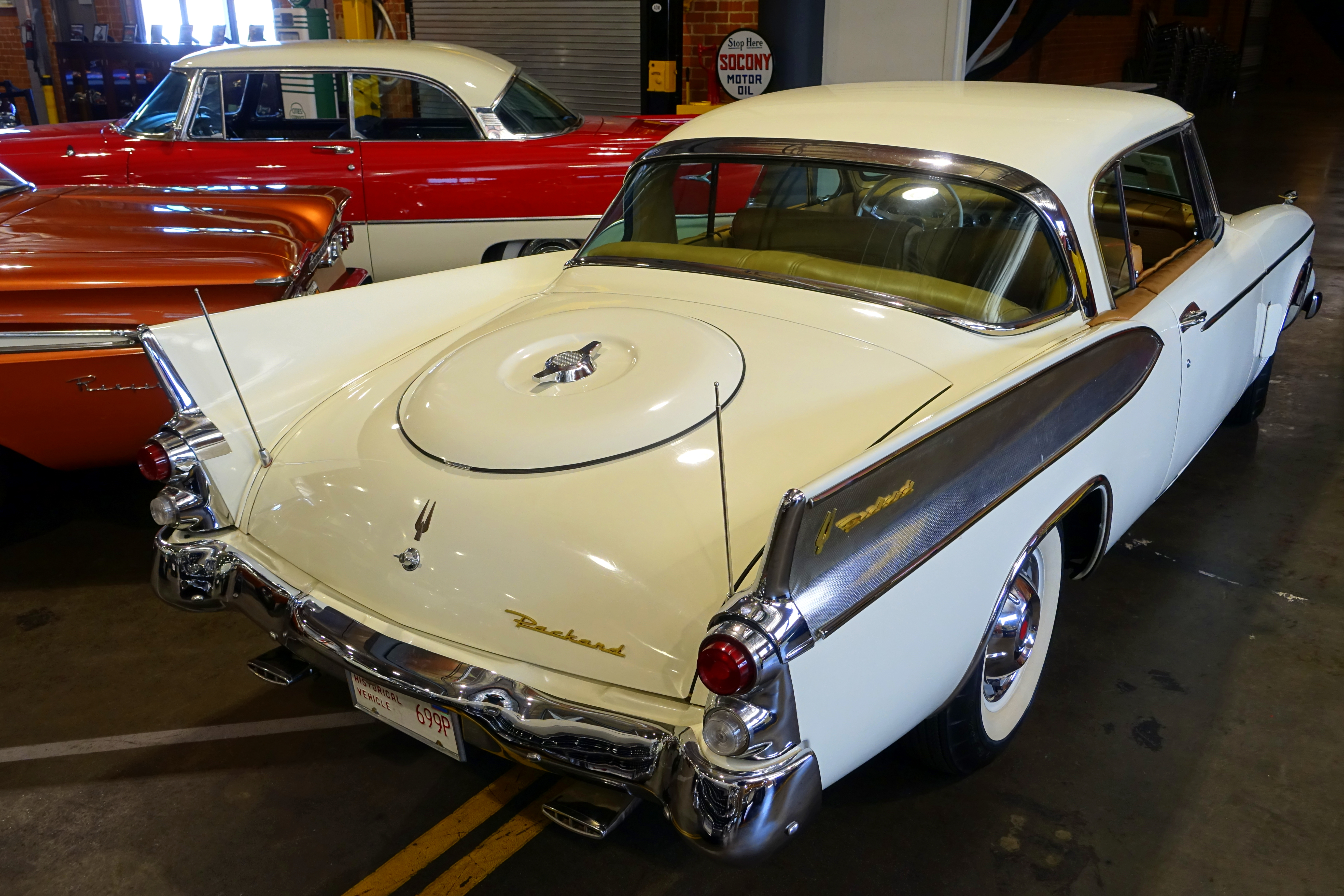
Vista trasera

- Tipo: V8 de hierro fundido a 90°, pistones tipo plato Silver Light
- Desplazamiento: 289 pulgadas cúbicas (4,7 L)
- Diámetro x carrera: 3,56 x 3,63 pulgadas
- Relación de compresión: 7,5:1
- Potencia a rpm: 275 hp (205 kW) a 4800 rpm
- Par motor a rpm: 333 lb·pie (451,5 N·m) a 3200 rpm
- Tren de válvulas: válvulas en cabeza, elevadores mecánicos
- Cojinetes principales: 5
- Encendido: punto de ruptura Delco-Remy
- Sistema de combustible: carburador de tiro descendente Stromberg 380475 de 2 bbl, sobrealimentador McCulloch, 5 psi (3,5 mca) máx.
- Sistema de lubricación: presión total, accionado por engranajes
- Sistema eléctrico: 12 voltios, 30 amperios
- Sistema de escape: Hierro fundido, doble escape

Transmisión
- Tipo: Borg-Warner Flightomatic automática
- Relaciones del cambio
  - 1a: 2.40:1
  - 2a: 1.47:1
  - 3a: 1.0:1
  - Reversa: 2.0:1

Diferencial
- Tipo: Hipoide semiflotante, Twin-Traction Spicer-Thornton autoblocante
- Relación: 3.31:1

Dirección
- Tipo: asistencia eléctrica, bola de recirculación Saginaw
- Relación: 19.2:1
- Vueltas, de tope a tope: 4.5
- Radio de giro: 41 pies (12,5 m)

Frenos
- Tipo: Cuatro ruedas, Wagner servoasistido hidráulicamente
- Delantero: Tambor con aletas de hierro fundido, 11 X 2,5 pulg.
- Trasero: Tambor de hierro fundido, 10 X 2 pulg.
- Área barrida: 172.8 pulgadas cuadradas

Chasis y carrocería

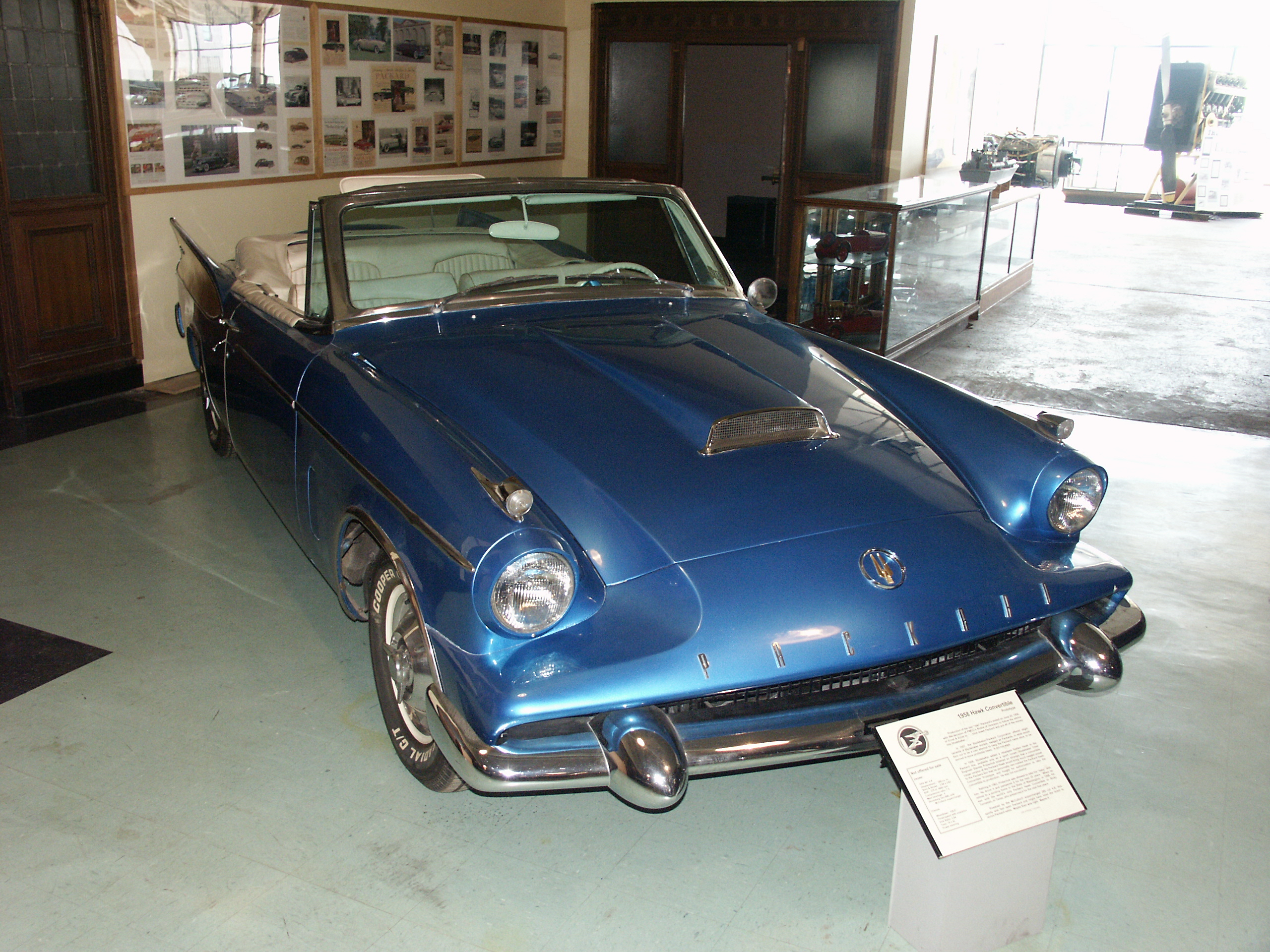
Packard Hawk convertible de 1958 (prototipo)

- Construcción: totalmente de acero, sección en caja, rieles laterales de doble caída, 5 travesaños
- Estilo de carrocería: dos puertas, techo rígido para cinco pasajeros, prototipo de techo blando
- Diseño: motor delantero, tracción trasera

Suspensión
- Delantera: brazos de control superiores e inferiores individuales de longitud desigual, muelles helicoidales, amortiguadores hidráulicos, barra estabilizadora
- Trasera: eje vivo, ballestas semielípticas, amortiguadores hidráulicos

Ruedas y neumáticos
- Ruedas: Kelsey-Hays sin cámara de acero estampado de 5 lengüetas
- Delantero/trasero: 5,5 X 14 pulgadas
- Neumáticos: Classic diagonal-ply
- Delantero/trasero: 8,00 X 14 pulgadas

Pesos y medidas
- Distancia entre ejes: 120,5 plg (306,1 cm)
- Longitud total: 205,2 plg (521,2 cm)
- Ancho total: 71,3 plg (181,1 cm)
- Altura total: 54,6 plg (138,7 cm)
- Vía delantera: 56,7 plg (144 cm)
- Vía trasera: 55,7 plg (141,5 cm)
- Peso: 3,47 lb (1,6 kg)

Capacidades
- Cárter: 5 USqt (4,7 L)
- Sistema de refrigeración: 17 USqt (16,1 L)
- Tanque de combustible: 18 galAm (68,1 L)
- Transmisión: 19 ptAm (9 L)

Datos calculados
- Caballos por pulgada cúbica: 0.95
- Peso por CV: 12,62 lb (5,7 kg)

Prestaciones
- 0–60 mph (96,5 km/h): 12,0 segundos
- ¼ de milla ET: 16,7 segundos @ 82,3 mph (132,4 km/h)
- Velocidad máxima: 125 mph (201,2 km/h)
- Consumo de combustible: 12 millas por galón americano (19,6 L/100 km) en ciudad, 20 millas por galón americano (11,8 L/100 km) en carretera

Producción
- 1958 Packard Hawk: 588 unidades